# Wardomycopsis humicola
Wardomycopsis humicola är en svampart som först beskrevs av G.L. Barron, och fick sitt nu gällande namn av Udagawa & Furuya 1978. Wardomycopsis humicola ingår i släktet Wardomycopsis och familjen Microascaceae.   Inga underarter finns listade i Catalogue of Life.